# Buddy Deane Show

The Buddy Deane Show est une émission télévisée américaine se déroulant à Baltimore, diffusée entre 1957 et 1964 sur la station de télévision WJZ-TV.
D'un concept similaire à l'émission de danse American Bandstand, qui se déroule à Philadelphie, le Buddy Deane Show montre des adolescents dansant sur les morceaux joués en direct par des groupes de rock 'n' roll, et qui sont ensuite interviewés pour donner leur avis sur les morceaux. Diffusée en pleine période de la ségrégation raciale aux États-Unis, l'émission sera contrainte de disparaître lorsque la direction de la chaîne, en décalage avec ses téléspectateurs, tentera, en vain, de mélanger noirs et blancs dans l'émission. L'émission tire son nom de son présentateur, Winston Deane dit « Buddy Deane ».
Cette émission, et ses événements relatifs à la ségrégation raciale, seront la base du film Hairspray du natif de Baltimore John Waters, qui à travers l'émission fictive The Corny Collins Show relate cette époque et les difficultés d’intégration des noirs dans l'émission.